# Suite pittoresque
Suite pittoresque est une œuvre pour quintette à vent composée par Paul Pierné en 1936.
La pièce a été publiée en 1938 par la maison Buffet-Crampon. Désormais la partition est publiée par les éditions Alphonse Leduc.
Cette suite instrumentale comprend trois mouvements :
1. L'abeille et la fleur.
2. Nuit sur la plaine.
3. Les oiseaux et le chat.

Cette courte suite d'une dizaine de minutes possède quelques enregistrements mais est assez peu documentée.